# Mount Graham
Mount Graham är ett berg i Antarktis. Det ligger i Västantarktis. Inget land gör anspråk på området. Toppen på Mount Graham är 460 meter över havet, eller 260 meter över den omgivande terrängen. Bredden vid basen är 2,8 km.
Terrängen runt Mount Graham är kuperad söderut, men norrut är den platt. Trakten är obefolkad. Det finns inga samhällen i närheten.